# Лума остроконечная
Лума, или люма остроконечная (лат. Luma apiculata) — растение семейства Миртовые, вид рода Лума.

## Распространение и экология
Растение произрастает в горных районах Чили и Аргентины, между 33 и 45 градусами южной широты. Лума остроконечная также интродуцирована и натурализовалась в Испании, Ирландии и Западной Великобритании.

## Биологическое описание
Небольшое вечнозелёное медленнорастущее дерево высотой 10-15 м, редко достигает 20 м. Стволы скрученные и деформированные. Кора гладкая. Её окраска варьирует от серой до коричнево-оранжевой. Листья овальные блестящие, слегка ароматные, 2-2,5 см длиной и около 1,5 см шириной. Цветки многочисленные белые, появляются в начале и середине лета. Плоды — чёрные или синие ягоды, диаметром около 1 см, созревающие к началу осени. 

## Использование
Плоды лумы остроконечной съедобны. Коренные жители Чили используют растение в лекарственных целях. Растения декоративны; их зелёная блестящая листва и коричнево-оранжевые стволы создают характерный контраст. Благодаря этому эти деревья часто выращиваются в садах, а карликовые формы сажают в горшки. 